# José Luis Sierra
José Luis Sierra Pando (Santiago del Cile, 5 dicembre 1968) è un allenatore di calcio ed ex calciatore cileno, di ruolo centrocampista.

## Carriera

### Club
Cresciuto nelle giovanili dell'Unión Española, vi debutta nel novembre 1988, contro l'Universidad de Chile. Il suo primo gol lo realizza contro l'O'Higgins alla prima giornata del Campeonato Nacional del 1989, e fino al dicembre 1989 rimane nella società; il Real Valladolid lo chiama in Europa in virtù delle sue buone prestazioni in Cile e del suo doppio passaporto.
Nel 1992 e 1993 vince due coppe nazionali con l'Unión Española, e nel 1994 debutta in Copa Libertadores, finendo l'avanzamento nel torneo ai quarti di finale contro il San Paolo che lo contatta e lo acquista nel 1995.
Nel 1996 si trasferisce al Colo-Colo, dove vince il campionato cileno di calcio negli anni 1996, 1997 e 1998 e la Coppa del Cile nel 1996. Nel 1999 gioca 13 partite con i messicani del Tigres de la U.A.N.L.. Nel 1999 approda nuovamente al Colo-Colo, nel 2002 si ricongiunge al club nel quale aveva iniziato, l'Unión Española.

### Nazionale
Ha giocato dal 1991 al 2000 con la nazionale di calcio cilena, partecipando a Francia 1998, competizione nella quale realizza un gol su punizione contro il Camerun. Conta 53 presenze e otto reti con la selezione del suo paese.

## Palmarès

### Giocatore

#### Club
- Campionato cileno: 4

Colo Colo: 1996, 1997, 1998
Unión Española: Apertura 2005
- Coppa del Cile: 3

Unión Española: 1992, 1993
Colo Colo: 1996

#### Individuale
- Calciatore cileno dell'anno: 1

2005

### Allenatore
- Campionato cileno: 2

Union Espanola: 2013
Colo Colo: 2015-2016
- Coppa della Corona del Principe saudita: 1

Al Ittihad: 2016-2017
- Coppa del Re dei Campioni: 1

Al Ittihad: 2018